# Plantijn Hogeschool
De Plantijn Hogeschool ontstond in 1995 uit de fusie van de provinciale hogescholen in de provincie Antwerpen. Ze werd genoemd naar de stadsgenoot en drukker Christoffel Plantijn, die in zijn tijd verdienste had in het "verspreiden van de wetenschap". In het leerjaar 2010-2011 telde de school zo'n 3700 studenten. Vanaf 2013 vormt de Plantijn Hogeschool met Artesis Hogeschool Antwerpen samen de nieuwe fusiehogeschool AP, Artesis Plantijn Hogeschool Antwerpen.

## Campussen
De hogeschool bestond uit vier campussen, waarvan drie in het centrum van Antwerpen en één in Boom.
- Campus Boom (Departement Wetenschap en Techniek)
- Campus Kronenburg (Departement Toegepaste Wetenschappen en Onderwijs)
- Campus Lange Nieuwstraat (Departement Sociaal-agogisch werk)
- Campus Meistraat (Departementen Bedrijfsmanagement en Communicatie)

## Studentenverenigingen
Binnen Plantijn waren er vier erkende studentenclubs:
- Dyonisos (Bedrijfsmanagement en Sociaal-agogisch werk)
- Media (Communicatie)
- Nucleo (Toegepaste Wetenschappen en Onderwijs)
- Technica (Wetenschap en Techniek)